# Isidore Gnonlonfoun
Pour les articles homonymes, voir Isidore.
Isidore Gnonlonfoun est un homme politique béninois,  ancien député à l'Assemblée nationale, ancien ministre dans le gouvernement du président Boni Yayi et ancien maire par intérim de la ville de Cotonou. 

## Biographie

### Carrière
Au cours du mandat du président Yayi Boni, il a occupé les postes de ministre chargé de la Décentralisation, de la  Gouvernance Locale, de l'Administration et de l'Aménagement du Territoire puis par intérim celui de Ministre de l'Intérieur, de la Sécurité Publique et des Cultes,,.
À partir du 20 février 2014, Isidore Gnonlonfoun a occupé le poste  de ministre de l'intérieur, de la Sécurité Publique et des Cultes sous le Gouvernement de Yayi Boni par intérim. Il a assuré l'intérim de Monsieur François Houessou par le décret N'° 2013-457 du 18  Octobre 2013 portant composition du Gouvernement. Avant ce décret, il est ministre chargé de la Décentralisation, de la  Gouvernance Locale, de l'Administration et de l'Aménagement du Territoire. À partir de 2017, il a assuré la fonction de 1er adjoint au maire. Il a également siégé en tant que président de la commission des relations extérieures jusqu'en 2013.  En 2014, il a été désigné pour présider le mandat 2014-2017 de la Conférence Africaine de la Décentralisation et du Développement Local (CADDEL),.